# Josep Antoni Secret i Coll
Josep Antoni Secret i Coll (? - Pamplona, 1891) fou un geògraf, advocat i bibliotecari català. Professor llargament vinculat a l'Institut de Segon Ensenyament de Girona, va ser fundador i organitzador de la Biblioteca Provincial.
El 16 de novembre de 1847 fou nomenat catedràtic interí de Geografia i Història de l'Institut gironí. Quatre anys més tard assolia la càtedra en propietat. Va ser director del centre docent del 1864 al 1867 que exercí amb rigidesa i amb clara oposició vers el sector del professorat que no coincidia amb el seu pensament polític conservador del moderantisme de la darrera etapa del regnat d'Isabel II. En el seus discursos d'inauguració de curs recordava que no es podia mantenir per part del professorat posicions laiques i l'obligació legal de cenyir-se al dogma catòlic en tota docència.
Rebé en aquests anys diversos reconeixements com ser membre corresponent de la Real Academia de la Història i de l'Acadèmia de Bones Lletres de Barcelona, membre de la comissió provincial de monuments històrics i artístics de la província de Girona o comendador de l'ordre de Carles III.
En crear-se la Biblioteca Provincial, fou encarregat d'organitzar-la i posar-la en marxa. Tenint en compte que aquestes biblioteques foren creades amb el fons bibliogràfics encautats per la desamortització dels monestirs i convents de la província, aquesta tasca de classificació i ordenació fou ingent. Exercí deu anys de bibliotecari, sense cap remuneració especial, que foren claus per a la classificació i organització així com la creació d'aquest primer centre públic de lectura gironí. En declara-se la biblioteca com a pública fou separada de l'Institut i confiada a funcionaris especialitzats.
En esclatar la Revolució de 1868, probablement tement per les conseqüències professionals i personals de la nova situació, Jaume Antoni Secret abandonà les seves funcions i la vida pública. En iniciar-se el nou curs no assumí la direcció ni va personar-se en actes on era obligatòria la seva assistència. Fets que li comportà sancions administratives per abandó del servei. Tot i que, passat un temps, Secret intentà recuperar la seva destinació acadèmica la situació era administrativament irreversible i havia estat anomenat ja un nou director. El mateix claustre de professors de l'Institut, en el qual s'havien reintegrat professors represaliats pels governs d'Isabel II denunciats per Secret, s'oposà a la seva reposició. Més tard fou reposat a la seva càtedra però a l'Institut de Conca. Després passà a l'Institut de Pamplona.

## Obres
- Memòria sobre el estado del Instituto Provincial de Segunda Enseñanza de Gerona durante el curso escolar de 1865 a 1866. Girona: F. Dorca, 1866.
- Memòria sobre el estado del Instituto Provincial de Segunda Enseñanza de Gerona durante el curso escolar de 1866 a 1867. Girona: F. Dorca, 1867.
- Programa de un curso escolar de nociones de geografia. Pamplona: Regino Bescansa,1883. 2a edició. https://academica-e.unavarra.es/bitstream/handle/2454/27633/0210812PDF01_ds.pdf?sequence=1&isAllowed=y
- Deslinde de las ciencias geográficas o prolegómenos de geografía, con otras nociones para servir de suplemento al texto y contestar a puntos interesantes del …Pamplona: Regino Bescansa,1889. 3a edició